# Aranyhátú özvegypinty
Az aranyhátú özvegypinty (Euplectes aureus) a madarak (Aves) osztályának a verébalakúak (Passeriformes) rendjéhez, ezen belül a szövőmadárfélék (Ploceidae) családjához tartozó faj.

## Rendszerezése
A fajt Johann Friedrich Gmelin német természettudós írta le 1789-ben, a Loxia nembe Loxia aurea néven. 

## Előfordulása
Angolában és São Tomé és Príncipe szigetén honos. Természetes élőhelyei a szubtrópusi és trópusi gyepek és szavannák, valamint vidéki kertek. Állandó, nem vonuló faj.

## Megjelenése
Testhossza 12 centiméter.

## Természetvédelmi helyzete
Az elterjedési területe kicsi, egyedszáma viszont stabil. A Természetvédelmi Világszövetség Vörös listáján nem fenyegetett fajként szerepel.